# 史密斯塔
史密斯塔（Smith Tower）是美国西雅图第一座摩天楼，位于拓荒者广场，建于1910年到1914年。这座建筑以其建造者，枪支和打字机大亨莱曼·科尼利厄斯·史密斯（Lyman Cornelius Smith）的名字命名。史密斯塔共有38层，曾是密西西比河以西最高办公大楼，直到1931年被堪萨斯城电力与照明大厦超过，但仍是西海岸最高建筑，直到1962年被西雅图另一座建筑太空針塔超过。
史密斯塔是西雅图的地标之一。